# Quặng vàng

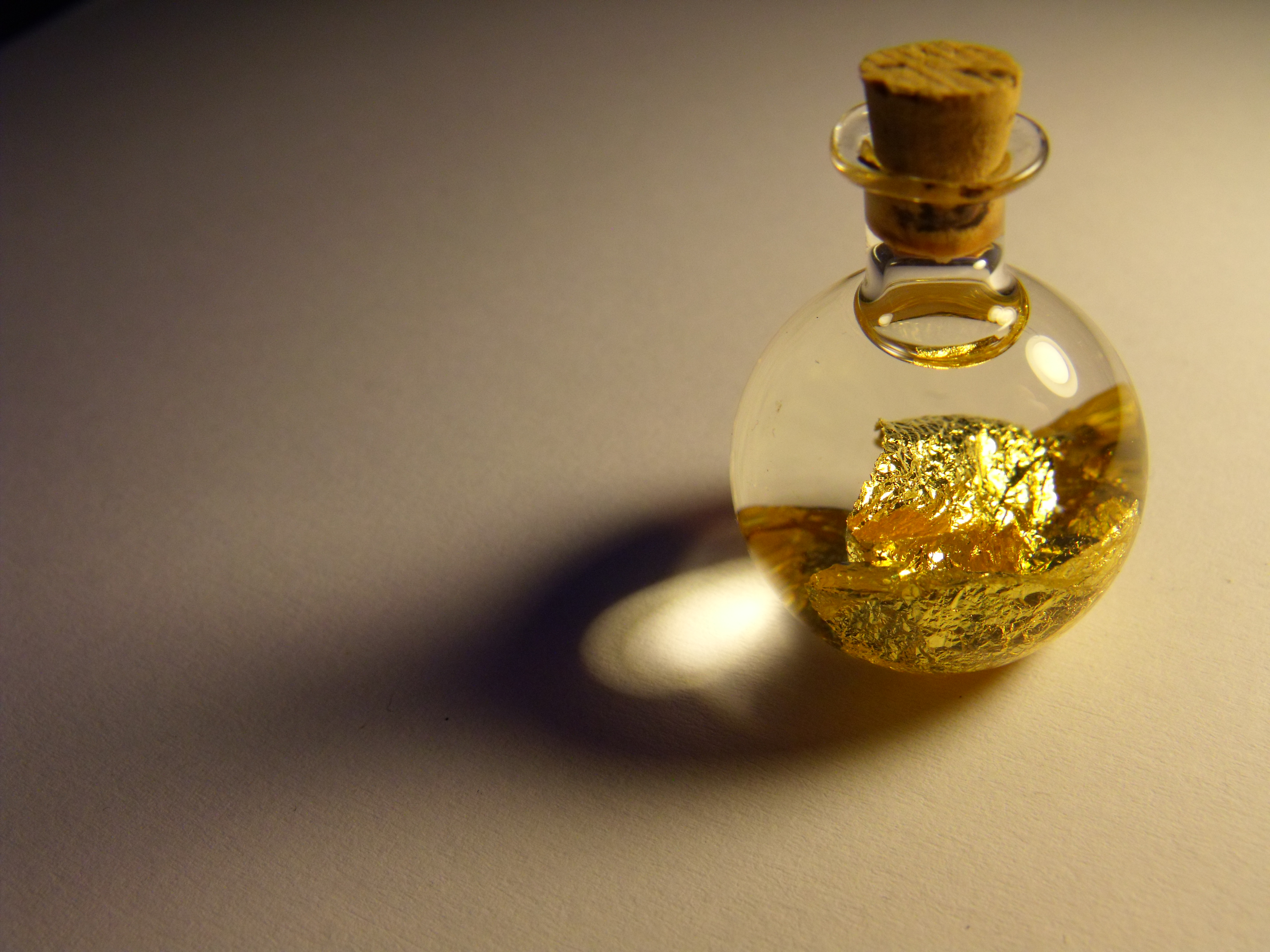
Quặng vàng ngâm trong lọ nước

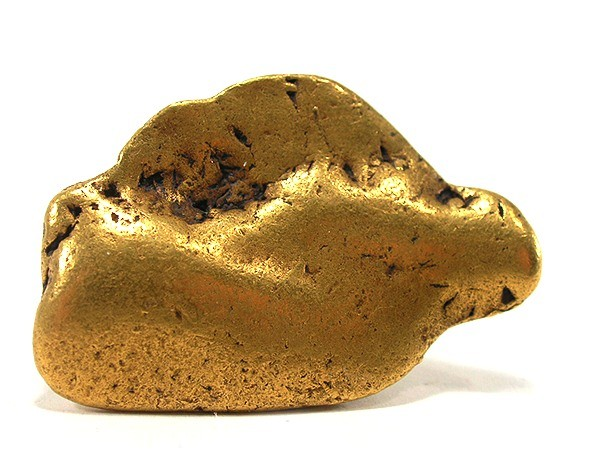
Một quặng vàng

Quặng vàng là một dạng vật chất của vàng với các phần tự nhiên xuất hiện từ các lớp bồi tích của vỏ Trái Đất sau sự vận động trong lòng đất và nhiệt độ nóng chảy phù hợp các nguyên tố vàng được liên kết với nhau và bị kéo dài theo sự vận động của vỏ Trái Đất. Vàng quặng cũng được tìm thấy trong đống chất thải của hoạt động khai thác mỏ trước đây, đặc biệt là những người còn sót lại bởi việc nạo vét khai thác vàng. Vàng được tìm thấy trong quặng được tạo ra từ đá với các phần từ vàng rất nhỏ hay cực nhỏ. Quặng vàng này thường được tìm thấy cùng thạch anh hay các khoáng chất sulfide. Chúng được gọi là "mạch" trầm tích. Vàng tự nhiên cũng có dưới hình thức quặng vàng lớn đã bị ăn mòn khỏi đá và kết thúc trong các trầm tích phù sa (được gọi là trầm tích cát vàng). Những loại vàng tự do đó luôn nhiều hơn tại bề mặt các mạch có vàng do oxy hóa các khoáng chất kèm theo bởi thời tiết, và việc rửa trôi bụi vào các con suối và dòng sông, nơi nó tụ tập lại và có thể được hoạt động của nước liên kết lại với nhau để hình thành nên các cục vàng.

## Phân loại
Quặng vàng thường có hai loại chính là quặng vàng và quặng kim loại vàng. Quặng vàng là quặng mà vàng đã đạt độ tinh khiết từ 75 đến 95%. Quặng loại này đã bị nóng chảy từ trong lòng đất và được đẩy lên theo sự vận động của vỏ Trái Đất. Có màu vàng dạng như kim tuyến hay như hạt tấm. Những mỏ vàng khổng lồ xuất hiện trong quá trình hình thành của Trái Đất khi sắt nóng chảy chìm xuống tâm của Trái Đất, kéo theo số lượng lớn các kim loại quý. Quặng kim loại vàng ở Việt Nam thường là quặng đa kim. Vàng chưa bị nóng chảy nên bị lẫn trong các kim loại khác như đồng, sắt, bạc. Để khai thác quặng vàng loại này người ta phải dùng đến các phương pháp tuyển vàng khác nhau, tùy theo tính chất của mỗi loại quặng bị nhiễm vàng.

## Trữ lượng

### Trên thế giới

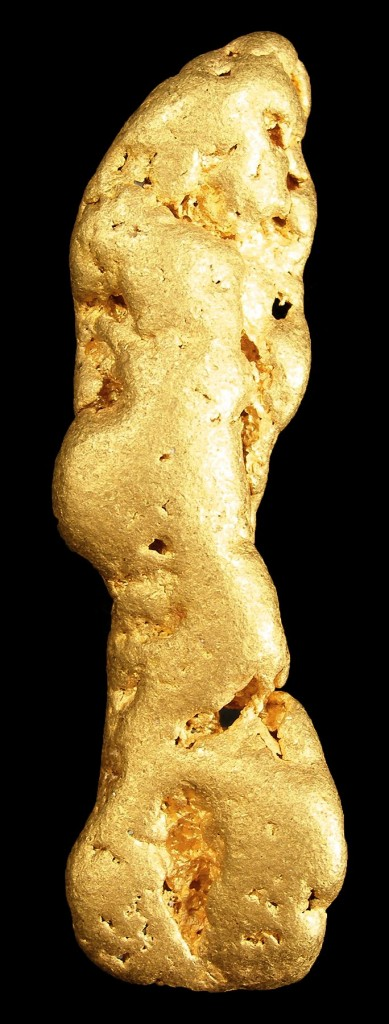
Một quặng vàng dạng thỏi

Có nhiều thông tin dự báo, đến năm 2050, toàn bộ quặng vàng trên thế giới sẽ cạn kiệt. Tuy nhiên, thực tế chỉ ra hoạt động thăm dò địa chất không ngừng tìm ra các mỏ vàng mới. Trên toàn thế giới người ta đã tính được tài nguyên trữ lượng vàng đạt 250 ngàn tấn. Đến nay, loài người đã khai thác khoảng 150 nghìn tấn vàng từ lòng đất với sản lượng khai thác hàng năm trung bình là 2.300 tấn thì quặng vàng sẽ cạn kiệt vào năm 2050. Năm 1993 tài nguyên trữ lượng vàng chỉ biết có 57.000 tấn và sản lượng khai thác hàng năm là 2.200 tấn. Lúc đó đã có nhà kinh tế lo ngại thế giới sẽ cạn kiệt vàng vào năm 2018. Nhưng, đến năm 2008, các nhà địa chất đã phát hiện những mỏ vàng mới, làm gia tăng thêm đến 43.000 tấn vàng đưa số vàng dự trữ trong thiên nhiên lên 100 nghìn tấn. Một số nhà nghiên cứu cho rằng lượng vàng và bạch kim trong lõi Trái Đất đủ để dát trọn bề mặt Trái Đất một lớp vô giá dày tới 4 mét. Quặng vàng lớn nhất trên thế giới được tìm thấy tại vùng Moliagul, Victoria, Úc vào năm 1869 bởi hai người là John Deason và Richard Oates.

### Ở Việt Nam
Ở Việt Nam, quặng hoá vàng ở Việt Nam phân bố rải rác ở nhiều nơi với quy mô nhỏ, tổng tài nguyên tính được khoảng vài nghìn tấn và trữ lượng chỉ đạt vài trăm tấn. Đến nay đã phát hiện gần 500 điểm quặng và mỏ vàng gốc (quặng vàng thực thụ và các loại quặng khác có chứa vàng), trong đó có gần 30 nơi đã được tìm kiếm thăm dò và đánh giá trữ lượng với số lượng khoảng 300 tấn vàng. Các mỏ vàng gốc tập trung tại miền núi phía Bắc. Vùng có biểu hiện khoáng hóa vàng khá tập trung ở quanh Đồi Bù (Hòa Bình) như Cao Răm, Da Bạc, Kim Bôi... với tổng trữ lượng khoảng 10 tấn. Vùng núi Xà Khía, xã Lâm Thủy (Lệ Thủy, Quảng Bình) cũng đã phát hiện được quặng chứa vàng, ở vùng Hà Giang, mỏ vàng tại Bồng Miêu (Quảng Nam). Trong quá trình khai thác quặng vàng, nhiều vụ đánh cướp đã xảy ra như việc mỏ vàng Bồng Miêu (Quảng Nam), cướp đi 15 tấn quặng ngay trong đêm bởi một số đông người. Theo một ước tính thì mỗi ngày mỏ vàng Bồng Miêu mất 5 - 7 tấn quặng vàng. Nguyên nhân chính là sự bất lực của chính quyền địa phương và các cơ quan chức năng trong việc xử lý đối với các đối tượng cướp đoạt một cách xử lý đến nơi đến chốn để răn đe và có sự tiếp tay, xúi giục và thông đồng của các đối tượng đầu nậu thu mua quặng vàng bên ngoài.